# Třebanice
Třebanice jsou malá vesnice, část městyse Lhenice v okrese Prachatice v Jihočeském kraji. Nachází se asi tři kilometry severozápadně od Lhenic. Třebanice jsou také název katastrálního území o rozloze 3,96 km².

## Historie
První písemná zmínka o vesnici pochází z roku 1300.

## Obyvatelstvo
| Rok            | 1869 | 1880 | 1890 | 1900 | 1910 | 1921 | 1930 | 1950 | 1961 | 1970 | 1980 | 1991 | 2001 | 2011 | 2021 |
| -------------- | ---- | ---- | ---- | ---- | ---- | ---- | ---- | ---- | ---- | ---- | ---- | ---- | ---- | ---- | ---- |
| Počet obyvatel | 185  | 211  | 163  | 175  | 173  | 180  | 165  | 96   | 92   | 99   | 99   | 91   | 73   | 76   | 66   |
| Počet domů     | 29   | 31   | 33   | 31   | 33   | 34   | 35   | 35   | 36   | 27   | 26   | 36   | 37   | 39   | 41   |

## Obecní správa
Při sčítání lidu v letech 1850–1909 Třebanice byly osadou obce Hoříkovice v okrese Prachatice. V letech 1910–1976 byly 
samostatnou obcí v okrese Prachatice. Od 30. dubna 1976 jsou částí městyse Lhenice v okrese Prachatice. V letech 1961–1976 k obci patřily Hoříkovice.

## Pamětihodnosti
- Kaplička svatých Petra a Pavla, na návsi
- Silniční most přes Melhutku, směrem na Lhenice
- Hradiště Velký hrádeček z doby halštatské[8]
- Přírodní památka Hrádeček
- Přírodní památka Pančice – V řekách